# Radio Mittendrin
Radio Mittendrin ist ein deutsch-polnischer Internet-Radiosender mit Sitz in Ratibor in Oberschlesien. Der Sender ist ein Projekt des Deutschen Freundschaftskreises im Bezirk Schlesien (DFK) und gilt als Informationsportal der deutschen Minderheit. Er wird durch das Institut für Auslandsbeziehungen in Stuttgart finanziert. Die Redaktion von Radio Mittendrin produziert auch Sendungen für die Sender Radio Opole, Polskie Radio Katowice u. a.
Mittlerweile betreibt Radio Mittendrin einen zweiten Sender mit dem Namen „Heimat“. Dieser spielt Musik aus den Bereichen deutscher Schlager und Volksmusik.

## Geschichte
Radio Mittendrin startete am 6. Januar 2006. Die Radioredaktion, die seit 1997 besteht, produzierte bereits vor dem Start eines eigenen 24-stündigen Senders die Sendungen „Mittendrin“ und „Die Deutsche Stimme aus Ratibor“, die bei Privatsendern ausgestrahlt wurden. Das Studio befindet sich im Begegnungshaus des Deutschen Freundschaftskreises Ratibor, der maßgeblich am Aufbau der Redaktion, der Räumlichkeiten und der Technik beteiligt war.
Am 27. Oktober 2010 wurde ein neues Programmschema eingeführt.
Seit 2013 ist die Redaktion von Radio Mittendrin auch für die Produktion mehrerer Radiosendungen für andere Radiosender wie Radio Opole verantwortlich, die über UKW-Frequenzen empfangbar sind. Zu diesen neuen Sendungen zählen Frauenfragen, Wochensnacks und Treffpunkt Opole.

## Programm
Radio Mittendrin strahlt ein gemischt deutsch- und polnischsprachiges Programm mit Nonstop-Musik-Strecken aus und richtet sich mit seinen Sendungen an unterschiedliche Altersgruppen, besonders jedoch an jüngere Zuhörer. Einige Sendungen richten sich speziell an die deutsche Minderheit.
Der Sender kooperiert unter anderem mit der Deutschen Welle und strahlt deren Sendungen „Kalenderblatt“ und „Studi DW“ aus, und auch mit weiteren Sendern aus Deutschland und Österreich. Dazu gehören die Jugendmagazine „Funkschatten“ aus Wien und „Sternzeit“ aus Köln und eine Kindersendung von Radijojo.
Weitere Sendungen sind das einstündige Jugendmagazin „Mittendrin“ und die Schlager-Wunschkonzertsendung „Die Deutsche Stimme“.

### Regelmäßige Sendungen
- Die deutsche Stimme – Schlager-Wunschkonzert
- Mittendrin – Jugendmagazin
- Präsent – Magazin der deutschen Minderheit in der Woiwodschaft Schlesien
- Graslöwe – Umweltsendung für Kinder

## Projekte
Der Sender beteiligt sich regelmäßig an internationalen Kooperationen und Projekten. So fanden z. B. ein polnisch-tschechischer Radioworkshop für Jugendliche und ein deutsch-polnisches Kinderradioprojekt in Zusammenarbeit mit Radijojo statt.

## Empfang
Der Sender wird rund um die Uhr über das Internet gesendet, einzelne Sendungen werden mithilfe anderer Sender im Bereich der Woiwodschaft Oppeln und der Woiwodschaft Schlesien terrestrisch ausgestrahlt.
Die Ausstrahlung im Internet erfolgt über zwei verschiedene Streams mit unterschiedlichen Angeboten. Nach eigenen Angaben wird über das Internetradio REGION eine Mischung aus Schlagern, Oldies und Popmusik und über das Internetradio ALT!NEU ein Jugendmagazin mit alternativer Musik verbreitet.